# Ley de acceso a la información pública en El Salvador (LAIP)
La Ley de Acceso a la Información Pública en El Salvador  o por sus siglas, LAIP, fue aprobada por la Asamblea Legislativa con el objetivo de garantizar el derecho de acceso a la información pública para toda persona ciudadana, con el fin de contribuir con la transparencia de las actuaciones de las instituciones del Estado, previniendo y combatiendo así la corrupción. Fue emitida mediante Decreto Legislativo No. 534, del 2 de diciembre de 2010, publicado en el Diario Oficial No. 70, Tomo No. 391, del 8 de abril de 2011.

## Historia

### Antecedentes Internacionales
El Acceso a la Información Pública es uno de los derechos humanos claves de la institucionalidad democrática, este se centra en la libertad de expresión del individuo. Su importancia para todos los ciudadanos consiste en que es un mecanismo para garantizar la calidad de vida de la población. El Acceso a la Información pública garantiza una mayor transparencia en la gestión pública e impulsa el derecho ciudadano a la participación.
En el siglo XVII Suecia logró introducir mediante una Acta de Libertad de Prensa, creada específicamente en 1766, convirtiéndose en el primer país del mundo y del continente Europeo que reconoció y reguló con una ley específica el Derecho Fundamental de Acceso a la Información Pública.
Colombia se convertiría en el segundo país a nivel mundial, pero el primero de América del Sur en emitir una ley que mencionara, al menos mínimamente, este derecho en el año de 1888.
63 años después se emite una tercera ley, esta tuvo lugar en Finlandia para el año de 1951. Pero no fue hasta la promulgación en los Estados Unidos de América, en 1966, que se precipitó la promulgación de leyes similares en todo el mundo, principalmente en los países con mayor desarrollo económico.
A inicios de los 90, solo 11 países tenían leyes de Acceso a la Información. En octubre de 2011, 88 países tienen leyes de Acceso a la Información vigentes, sumándose 7 países al listado en 2011: Etiopía, Guinea-Conakri, Liberia, Níger, Nigeria, Túnez y El Salvador.
A nivel internacional, el Acceso a la Información se encuentra protegido en tratados internacionales en materia de derechos humanos. Organismos internacionales responsables de promover y proteger los derechos humanos han enfatizado la importancia del derecho humano de acceder a la información en manos de entidades públicas, así como la necesidad de una legislación local eficaz para asegurar, en la práctica, el respeto para ese derecho.
En Centroamérica, El Salvador fue el último en establecer medidas de garantía del acceso a la información. Hasta marzo de 2011, nuestra legislación estaba inspirada en la cultura del secreto, los funcionarios y empleados públicos debían guardar reserva y la decisión de compartir información pública con un ciudadano dependía del criterio del funcionario de turno.

### Antecedentes en El Salvador
La exigencia de la Ley de Acceso a la Información Pública (LAIP) en El Salvador, surgió desde la sociedad civil, de tal manera que un anteproyecto fue presentado a la Asamblea Legislativa por parte de la Fundación Salvadoreña para el Desarrollo Económico y Social (FUSADES) y el Instituto Iberoamericano de Derecho Constitucional (IIDC), el día 29 de octubre de 2008.
En abril de 2009, surgió el Grupo Promotor de la Ley de Transparencia y Acceso a la Información Pública como una alianza de entidades muy diversas que apoyaron dicha iniciativa, integrado por centros de pensamiento, universidades, medios de comunicación, asociaciones profesionales y gremiales empresariales. El esfuerzo por aprobar esta legislación ha unido, como pocas veces, a la sociedad civil a favor de una política en pro del bienestar social, económico y democrático de El Salvador.
A su vez se incluyó el estudio comparado de legislación latinoamericana y la consulta con representantes de Organizaciones No Gubernamentales, la Universidad Centroamericana José Simeón Cañas (UCA), la Fundación Nacional para el Desarrollo de El Salvador (FUNDES), la Asociación Nacional de la Empresa Privada (ANEP), la décima octava (18) Asociación de Periodistas de El Salvador (APES), la Asociación Salvadoreña de Radiodifusores (ASDER) y el Periódico digital El Faro, formaron el Grupo Promotor.
La propuesta de ley del FMLN recibió iniciativa de ley desde finales de 2009, la propuesta del Grupo Promotor obtuvo iniciativa hasta junio de 2010. Las dos propuestas de ley pasaron a estudio de la Comisión de Legislación y Puntos Constitucionales de la Asamblea Legislativa, por lo que se decidió fusionar ambas propuestas.
El Grupo Promotor tuvo un rol importante en esta etapa al asistir técnicamente a la Comisión, incluso organizando 2 talleres para los diputados. Al producto de esta fusión se denominó Borrador Único de Ley de Transparencia y Acceso a la Información Pública (BULTAIP), finalizado en noviembre de 2009.
A inicios de 2010, cuando se creía que la aprobación de la ley era inminente, la actividad legislativa sobre seguridad y la consulta realizada por la Subsecretaría de Transparencia y Anticorrupción de la propuesta pospusieron el estudio del BULTAIP en la Asamblea Legislativa hasta junio de 2010. Desde entonces, la Comisión se reunió, en promedio una vez por mes, para dar lectura y hacer modificaciones al texto, concluyendo su revisión en octubre del 2010. Durante el mes de noviembre de ese año se estudió y negoció la parte más difícil de la ley: la conformación del Instituto de Acceso a la Información Pública (IAIP).
El jueves 2 de diciembre de 2010, se emitió el dictamen favorable para someter el proyecto de ley a consideración del Pleno, que lo aprobó en la sesión del mismo día. En enero de 2011, el expresidente de la República Mauricio Funes devolvió la normativa con 7 observaciones.
La Asamblea Legislativa pasó a analizar las argumentaciones que el expresidente Mauricio Funes dentro del seno de la Comisión de Legislación y Puntos Constitucionales. Finalmente, en la Sesión Plenaria del día 3 de marzo de 2011, por unanimidad de los diputados presentes, se decidió aceptar parcialmente dichas observaciones. La misma fue publicada en el Diario Oficial Número 70, Tomo 391, del viernes 8 de abril de 2011.

## Instituto de Acceso a la Información Pública (IAIP)
El Instituto de Acceso a la Información Pública, se trata de una instancia que busca garantizar el derecho al acceso a la información de todos los salvadoreños y salvadoreñas. Se rige por medio de la Ley de Acceso a la Información Pública y tiene por objetivo contribuir a la formación de una sociedad más democrática.

### Creación del Instituto de Acceso a la Información Pública
En noviembre de 2010, es conformado el Instituto de Acceso a la Información Pública o por sus siglas, IAIP, que de acuerdo al Art. 51 de la Ley de Acceso a la Información Pública se crea como una institución de derecho público, con responsabilidad jurídica y patrimonio propio, con autonomía administrativa y financiera, encargado de velar por la aplicación de la LAIP.

### Medidas que toma el IAIP para realizar sus objetivos
Cuenta con un portal de transparencia en el que se muestran los diferentes reportes de información de todas las Alcaldías, Ministerios, Presidencia, Instituciones autónomas, Instituciones dependientes del Estado, Gobernaciones, Hospitales e Instituciones no Gubernamentales. Al cual, se puede acceder desde su página oficial o visitando sus instalaciones para solicitar información.
También poseen un Portal de Capacitaciones, en el que se pueden acceder a talleres y cursos desde su página web. Anteriormente impartían seis cursos, de los cuales cuatro eran para el público en general, uno para oficiales de información y uno para el personal técnico UGDA.
1. Transparencia y acceso a la información pública (general)
2. Rendición de Cuentas (general)
3. Curso sobre datos abiertos (general)
4. Curso preparatorio sobre la Ley de Acceso a la Información Pública para Oficiales de Información (oficiales de información)
5. Conocimiento y Divulgación de la LAIP (general)
6. Curso Básico de Archivística y Gestión Documental (personal técnico UGDA)

El IAIP ha trabajado estrechamente con otras instituciones públicas para la capacitación del personal y público en general, llevando a cabo cursos, talleres o diplomados especializados completamente gratis y a disposición de la ciudadanía, ejemplo de estos son la Universidad de El Salvador (UES).

### ¿Cómo se rige el IAIP?
El IAIP, quien se ha desempeñado con solvencia e independencia en su carácter de ente rector de la LAIP y como garante del goce del derecho fundamental de acceso a la información pública, debe mantenerse como garante en la defensa de la LAIP, evitando sentar un mal precedente al restringir el acceso a una ciudadanía que debe ser pública.
El IAIP se rige. de acuerdo al Art. 4. de la LAIP, bajo los siguientes principios:
1. Máxima publicidad.
2. Disponibilidad.
3. Prontitud.
4. Integridad.
5. Igualdad.
6. Sencillez.
7. Gratuidad.
8. Rendición de Cuentas.

Ante esto, el Art. 5.  del Reglamento de Organización y Funcionamiento del Instituto de Acceso a la Información Pública establece que para el ejercicio de sus mandatos el IAIP contará con Unidades Organizativas distribuidas en 5 categorías: 
a) Nivel superior:
- Pleno del instituto.
- Presidente del instituto.

b) Nivel de dirección:
- Dirección Ejecutiva.
- Dirección Jurídica.

c) Nivel de apoyo:
- Unidad de auditoría interna.
- Unidad de Acceso a la Información Pública.
- Unidad de Comunicaciones y Relaciones Públicas.
- Unidad Financiera Institucional.
- Unidad de Cooperación.
- Unidad de Planificación.

d) Nivel operativo:
- Unidad de Capacitación.
- Unidad de Estudios e Investigación
- Unidad de Adquisiciones y Contrataciones Institucional.
- Unidad de Informática.
- Unidad Administrativa y Recursos Humanos.
- Unidad de Archivo de la Información.
- Unidad de Registro de la Información.
- Unidad Normativa.
- Unidad Jurídica.

e) Nivel Funcional:
- Sección de Tesorería.
- Sección de Contabilidad.
- Sección de Presupuesto.
- Sección de Fiscalización.
- Oficina de Recepción y Notificaciones.
- Oficina de Colaboradores Jurídicos.

### Integración del IAIP
Con base al Art. 52. de la LAIP, el Instituto está conformado por cinco Comisionados y sus respectivos suplentes, quienes son nombrados por el presidente de la República para un periodo de seis años sin posibilidad de ser reelegidos. Los comisionados suplentes solamente puede sustituir a los propietarios en caso de muerte, renuncia, permiso, imposibilidad de concurrir, excusa cuando exista conflicto de intereses u otra razón válida.

### Comisionados Propietarios y Suplentes
La última actualización realizada en junio del 2021 por el IAIP en su Portal de Transparencia refleja que los comisionados que integran el Instituto de Acceso a la Información Pública están conformados por: 
Propietarios
1. Ricardo Gómez Guerrero.
2. Andrés Grégori Rodríguez.
3. Claudia Liduvina Escobar Campos.
4. Roxana Soriano Acevedo.

Suplentes
1. Cesia Yosabeth Mena Reina.
2. Daniella Huezo.
3. Yanira del Carmen Cortez.
4. Gerardo José Guerrero Larín.

### Presidente del Instituto de Acceso a la Información Pública
El IAIP es presidido por un comisionado designado por el presidente de la República, quien tendrá la representación legal del mismo. 
En agosto de 2020 fue nombrado por el señor Presidente, Nayib Bukele, Comisionado Presidente del IAIP, el señor Ricardo Gómez Guerrero representante del sector universitario.

### Antecedentes polémicos del IAIP
En noviembre de 2010 se confirma la creación del Instituto de Acceso a la Información Pública, y con casi 11 años de existencia ha tenido un par de controversias: 

#### Febrero 2013
El presidente de turno Mauricio Funes vetó reformas que habían que le quitaron poder al Instituto.

#### Septiembre 2016
El IAIP es ordenada por la Sala de lo Constitucional a liberar la información de los viajes del expresidente Mauricio Funes.

#### Noviembre 2019
Renuncia el presidente del IAIP, René Cárcamo luego de que autorizó reportes para el ejecutivo sin consultar al resto de comisionados. 

#### Junio 2020
El IAIP negó publicar información sobre la salud del expresidente Salvador Sánchez Cerén.

#### Abril 2021
El 24 de abril de 2021, el presidente Nayib Bukele destituye a la comisionada del IAIP Liduvina Escobar. Ella justifica que fue por sus críticas hacia la administración del presidente. El 30 de abril, la comisionada Liduvina Escobar, en nombre del IAIP, demanda al presidente Nayib Bukele por su destitución.

#### Mayo 2021
Estados Unidos retira su ayuda a la IAIP luego de las polémicas sobre las destituciones de magistrados y fiscal.

#### Julio 2021
El IAIP y la Sala de lo Contencioso deciden proteger datos de los empleados públicos. La organización "Acción Ciudadana" tras un informe publica que las resoluciones favorables a los ciudadanos disminuye un 80%.

#### Junio 2022
El IAIP realizó la modificación de placas oficiales a particulares de una camioneta 4x4 marca Chevrolet, modelo Tahoe, color dorado, valorada en $38,845 cuyo valor se estima de $28,000 por depreciación, la cual fue donada en el año 2015 por la Agencia de los Estados Unidos para el Desarrollo Internacional (USAID, por sus siglas en inglés), la cual es conducida por el Comisionado Suplente Gerardo Guerrero como una notable muestra de la corrupción que dicho servidor ha demostrado a lo largo de su estadía por el IAIP. Demostrando una de los tantos actos de inmoralidad de Guerrero, así como la indebida utilización de los bienes públicos.

## Descripción
La Ley de Acceso a la Información Pública (LAIP) es pues, la Ley que incluye el Derecho de Acceso a la Información Pública y establece que toda persona tiene derecho a solicitar y recibir información generada, administrada o en poder de las instituciones públicas y demás entes obligados de manera oportuna y veraz, sin que se pregunte para qué quiere la información. 
Esta ley promueve el acceso a la información mediante procedimientos sencillos y rápidos, propicia la transparencia mediante la difusión de la información, impulsa la rendición de cuentas y promueve la participación ciudadana y el control en la gestión de los recursos que realizan las instituciones del Estado.

### Reglamento de la Ley de Acceso a la Información Pública
Tiene por objeto desarrollar y asegurar la aplicación de las normas establecidas en la Ley de Acceso a la Información Pública, a efecto que se cumpla con sus objetivos.

### Nuevas reformas al reglamento de la LAIP
El presidente del IAIP, Ricardo Gómez reconoció las cuatro reformas que el presidente Nayib Bukele realizó el 10 de septiembre del año 2020. Estas reformas fueron posibles por la razón de que el presidente de la república realizó las reformas a través del decreto ejecutivo 34.
El mismo 10 de septiembre, los comisionados Liduvina Escobar, Andrés Grégori Rodríguez y Yanira del Carmen Cortez, organizaron una rueda de prensa para dar a conocer el rechazo sobre estas nuevas reformas realizadas. Porque aseguran que esto pone en riesgo el derecho al acceso a la información pública.
Reformas aprobadas
1. Creó 10 nuevas atribuciones asignadas solamente al presidente del IAIP sobre la estructura organizativa del IAIP y que le dan poder para diseñar la agenda del pleno del IAIP.
2. Derogó la posibilidad de que una persona o asociación puedan impugnar candidatos a comisionados del Instituto.
3. Modificó las reglas para presentar apelaciones ante el IAIP, exigiendo que antes el demandante interponga una apelación ante el oficial de información que le ha negado la información pública solicitada.
4. Suprimió la presentación de solvencias de la Policía Nacional Civil y del Tribunal de Ética Gubernamental (TEG) para los candidatos a comisionados del IAIP propuestos.

### Entidades obligadas al cumplimiento de la LAIP
Las instituciones encargadas del cumplimiento de la LAIP son: el órgano Legislativo, Ejecutivo, Judicial y sus dependencias, las instituciones autónomas (como FOSALUD, FONAVIPO, CEL, INDES, ISSS, FOVIAL, entre otras.), y las 262 municipalidades. Además, se incluyen sociedades de economía mixta, personas naturales o jurídicas que manejan recursos o información pública.
Incluso, se puede solicitar información sobre los fondos provenientes de convenios o tratados que tenga El Salvador con otros países u organismos internacionales, siempre y cuando en estos documentos no aparezca una cláusula de acceso a la información. En consecuencia, todos los y las servidoras públicas, dentro o fuera del territorio de la República, están obligados al cumplimiento de la LAIP.

### Oficial de Información
El Oficial de información es quien maneja la Unidad de Acceso a la información Pública y su principal rol es responder a las solicitudes de información que realizan los ciudadanos a la unidad, ya sea entregándoles la información que solicitan o negándoselas, ya que no cumple con los parámetros para estar completamente disponible.
Según lo establecido en la LAIP, el Oficial de Información debe ser nombrado en su cargo por el Titular del Ente Obligado. Sin embargo, la persona nombrada debe cumplir una serie de requisitos, entre los cuales se encuentran:
- Su nacionalidad debe ser salvadoreña, además debe tener experiencia en la Administración Pública y la capacidad para llevar el cargo.
- Preferentemente debe contar con un título universitario.
- Su expediente o historial debe estar libre de cualquier delito. De igual forma, no debe de haber violado la Ley de Ética Gubernamental en los cinco años anteriores a ejercer el cargo.
- No tener ningún pendiente administrativo con la Corte de Cuentas de la República, la Hacienda Pública y la Procuraduría General de la República. Asimismo, no debe tener ninguna falta por parte del organismo de vigilancia de la profesión en los cinco años anteriores a tomar el cargo.
- Su edad no debe ser menor a veintiún años.
- Su selección se debe realizar a través de un concurso honesto y limpio.
- Asistir al curso de preparación que ofrece el Instituto de Acceso a la Información Pública.

Una vez el Oficial de Información sea admitido en el cargo, tiene la obligación de cumplir con las siguientes funciones:
- Divulgar la información oficiosa y estar al pendiente que las entidades correspondientes la actualicen.
- Recibir y dar seguimiento a las solicitudes de información alusivas a datos personales a petición del titular.
- Donar su ayuda en la elaboración de solicitudes y guiar a las personas que realizan la solicitud sobre las entidades que tienen bajo su poder la información que solicitan.
- Encargarse de buscar, encontrar y entregar la información solicitada, y comunicarlo a las personas que la demandaron.
- Orientar a quienes se encuentran en la entidad para recibir y dar seguimiento a las solicitudes de información.
- Elaborar un registro de las solicitudes de acceso a la información, con sus resultados y precios.
- Asegurar y realizar de forma eficiente la entrega de información entre la entidad y la persona que realiza la solicitud.
- Efectuar las notificaciones correspondientes.
- Responder las solicitudes de información.
- Monitorear el actuar de la entidad con la finalidad de proveer la información establecida en la LAIP.
- Implementar métodos que garanticen realizar con eficacia la tramitación de las solicitudes de acceso a la información.
- Preparar un programa que tenga como objetivo hacer más eficiente el recibir la información por parte de la entidad. Además, este programa debe actualizarse continuamente.
- Crear el índice de la información reservada.
- Debe enviar al Instituto de Acceso a la Información Pública la información requerida para preparar el informe anual establecido en el artículo 60 de la LAIP.

Las solicitudes de información que se envían al Oficial pueden presentarse en forma digital, escrita o verbal, y esta solicitud debe ser remitida por el Oficial a la unidad administrativa correspondiente que tenga la información, con la finalidad de que está ubique su paradero, examine su clasificación y le informe la forma en la que se encuentra disponible. Asimismo, el Oficial será quien determinará el medio por el que se entregará la información, tomando en cuenta el cumplir con los términos de la solicitud.     

### Aplicación de la LAIP en las municipalidades de El Salvador
Las municipalidades son consideradas expresamente como “Entes obligados” del cumplimiento de la LAIP (art. 7 LAIP), por tanto, tienen el deber de garantizar el derecho de toda persona a solicitar y recibir información generada, administrada o en su poder de manera oportuna y veraz, sin sustentar interés o motivación alguna. 
El código municipal, establece que el municipio es una entidad diseñada para propiciar la participación ciudadana, y por esta razón, debe aplicar mecanismos para mantener constantemente informada a la población acerca de la gestión municipal.
Las Alcaldías salvadoreñas son entidades de la administración pública, que, por su naturaleza cercana a la población, habitualmente han tenido requerimiento de ley para que brinden su información a la ciudadanía. La Ley manda a cada entidad obligada a la creación de Unidades de Acceso a la Información Pública que serán organizadas según las características de cada institución. En el caso de las municipalidades, la LAIP establece que aquellas “con un presupuesto anual ordinario menor a dos millones de dólares, podrán tener Unidades de Acceso a la Información unipersonales integradas por un Oficial de Información, cuya designación podrá recaer en el secretario Municipal o en cualquiera de los miembros del Consejo Municipal”.
La aplicación de la LAIP busca que los consejos municipales como máxima autoridad logren una comprensión general de la ley, designen a un oficial de información e instalen la Unidad de Acceso a la Información Pública. La UAIP podrá estructurarse con un solo miembro o con personal auxiliar, aunque en cualquiera de los casos, su titular será el oficial de información. La ley admite UAIP unipersonales en las que el rol de oficial de información recae sobre el secretario municipal o un concejal.
El artículo 71 de la LAIP establece “diez días hábiles a partir de la presentación de la solicitud, para dar respuesta a la misma”. En caso de no poder entregarse la información en el tiempo estipulado, por la complejidad de la información u otras circunstancias excepcionales, por resolución motivada puede disponerse de un plazo adicional de cinco días hábiles. Caso contrario, la falta de respuesta puede facultar al solicitante para acudir al Instituto de Acceso a la Información Pública, quien, en caso de establecer indicios de una conducta infractora, iniciará un proceso que podría concluir en infracciones económicas, administrativas y de remoción del cargo para el funcionario público.

### Importancia de la Ley de Acceso a la Información Pública
Es necesario que los tres poderes del Estado garanticen a la población salvadoreña, que existe una transparencia básica en la democracia, derecho de libertad de expresión que por ende debe cumplirse a diario. Además, permite generar una confianza mutua entre el Estado o los entes obligados y la ciudadanía para poder reducir los peligros y/o riesgos de corrupción. También, reconoce que toda persona sin importar su origen, raza, etnia tiene derecho a recibir información.

### Procedimiento de acceso
De acuerdo con el Art. 66. de la LAIP. Cualquier ciudadano o su representante podrán presentar  ante el Oficial de Información una solicitud en forma escrita, verbal, electrónica
o por cualquier otro medio idóneo, de forma libre o en los formularios que apruebe el Instituto.
Existen 3 maneras de solicitar información pública las cuales son:
1) Solicitud escrita presencial: Se acerca al IAIP, solicita información y se le entregara un formulario el cual tendrá que llenar con la ayuda brindada por el IAIP, luego le entregaran fecha de notificación y el proceso para realizar el trámite.
2) Solicitud verbal al IAIP: Se presenta al IAIP, se acerca al personal encargado de brindar información, solicita información y brinda sus datos personales y se procederá a completar su solicitud de información.
3) Solicitud por otros medios: De correo o mensajería, deberá realizar un correo o carta solicitando información donde además deberá brindar sus datos personales como: nombre completo y número de DUI.
La solicitud deberá contener: 
- Descripción clara y precisa de la información a solicitar.
- Soporte en el que se requiere la información.
- Datos del solicitante para recibir la respuesta.
- Correo  electrónico de la persona que solicita la información.

### Requisitos para solicitar información
Con base al artículo 66 de la LAIP, el requisito mínimo para solicitar información deberá verse reflejado a través de un formulario que previamente deberá ser aprobado por el IAIP o también mediante un formato libre que deberá contener: nombre, descripción clara y precisa de la información que solicita, un contacto (correo electrónico) para recibir las notificaciones pertinentes, deberá ir firmada y anexar un Documento de identidad entre los cuales pueden ser su DUI, licencia de conducir, carné de trabajo, carne de estudiante, entre otros.
En caso de hacer la solicitud en internet hay que anexar el documento de identidad escaneado, además de agregar una dirección para poder hacer que llegue la información.
A su vez de ser menor de edad, hay que presentar un carné de alguna institución.

### Plazos para recibir la información
El artículo 71 de la LAIP estipula tres plazos diferentes para brindar la información a la población:
1. El plazo no podrá ser mayor a diez días hábiles a partir de la presentación de la solicitud.
2. Si la información requerida es mayor de cinco años de haber sido generada, el plazo se extenderá diez días hábiles más, es decir, veinte en total.
3. A partir de la complejidad de la información y en casos justificados, podrá disponerse de cinco días hábiles más, haciendo un total de veinticinco días hábiles.

## Tipos de información
La Ley de Acceso a la Información Pública detalla tres tipos de información: pública, reservada y confidencial.

### Información Pública
La información pública es aquella en poder de los entes obligados contenida en documentos, archivos, datos, bases de datos, comunicaciones y todo tipo de registros que documenten el ejercicio de sus facultades o actividades, que consten en cualquier medio, ya sea impreso, óptico o electrónico, independientemente de su fuente, fecha de elaboración, y que no sea confidencial. 

### Información Pública Oficiosa
Dentro de la información pública se encuentra un subconjunto de información denominado “información oficiosa”, la cual debe de ser publicada de forma inmediata sin que ninguna persona lo solicite. Esta información puede estar impresa o colgada en los sitios web de las instituciones y deben entregarla en el mismo momento en que se solicita. Un ejemplo de esto son los informes del estado que deben estar a disposición de cualquiera que lo exija. 
La información oficiosa se desglosa de la siguiente manera:
- Información oficiosa del Órgano Legislativo
- Información oficiosa de la Presidencia de la República y del Consejo de Ministros
- Información oficiosa del Órgano Judicial
- Información oficiosa del Consejo Nacional de la Judicatura
- Información oficiosa del Tribunal Supremo Electoral
- Información oficiosa de la Corte de Cuentas
- Información oficiosa de los Concejos Municipales

### Información Reservada
La información reservada es la información pública cuyo acceso se restringe de manera expresa, según lo estipula la LAIP en su artículo 19, en razón de un interés general durante un periodo determinado y por causas justificadas. Por ejemplo, los planes militares secretos, las negociaciones internacionales o cualquier tipo de negociación o discusión que se tenga, mientras no se adopte una decisión definitiva. O toda aquella información que esté relacionada con la investigación o persecución de actos ilícitos o que genere una ventaja indebida en perjuicio de un tercero. 
Si la información que se solicita es reservada, se puede solicitar una versión pública. Esta es un documento en el cual se omitirán todos los datos que no se pueden ver y permitirá acceder al resto de información pública. 
Otros casos de información reservada son aquellas que puedan utilizarse para disminuir la efectividad o eficiencia de las acciones del Banco Central de Reserva, encaminadas a proveer a la economía del país de moneda nacional procurando mantener la estabilidad del poder adquisitivo de dicha moneda, promover el sano desarrollo del sistema financiero y propiciar el buen funcionamiento de los sistemas de pagos.

### Información Confidencial
Es la información privada en manos del estado y su acceso público se prohíbe por mandato constitucional en razón de interés personal. Dicha información hace referencia a la intimidad personal y familiar e imagen propia. A esta información solo tendrán acceso las personas que son dueñas de la misma.   
Dentro de la información confidencial están los datos personales, las cuales son información privada de una persona, como por ejemplo su nacionalidad, domicilio, patrimonio, dirección electrónica, número de teléfono o cualquier otra parecida.  